# 三硫代亚砷酸钾
三硫代亚砷酸钾是一种无机化合物，化学式为K3AsS3。

## 制备
三硫代亚砷酸钾可由三硫化二砷、金属钾和硫在液氨中按化学计量比反应得到：
6 K + As2S3 + 3 S → 2 K3AsS3

## 性质
它和氯化三羰基(五甲基环戊二烯)钼(II)反应，依据反应条件（温度、溶剂）不同，生成不同的产物，如[Cp*2Mo2S4]（Cp*为五甲基环戊二烯）等。
它和氯化镍、四苯基溴化𬭸进行水热反应，能够得到配合物(Ph4P)2[NiAs4S8]。